# Łużki (województwo pomorskie)
Łużki (kaszb. Łużczi) – zniesiona osada w Polsce, położona w województwie pomorskim, w powiecie słupskim, w gminie Kępice.
Osada wchodziła w skład sołectwa Warcino.
Nazwę zniesiono z 2025 r.
W latach 1975–1998 miejscowość należała administracyjnie do województwa słupskiego